# Vigozoo
VigoNature es el nuevo nombre del parque medioambiental de Vigo Vigozoo es el nombre oficial del antiguo parque zoológico de Vigo. Ostentó la categoría jurídica de organismo autónomo municipal.
Se halla en el monte de la Madroa (Candeán) a unos 10 km del centro de la ciudad, y tiene una extensión de 55.676 m². Inicialmente fue constituido como fundación pública en 1970, creado a iniciativa de Rafael Portanet durante su mandato como alcalde de Vigo y construido por su sucesor en el cargo, Antonio Ramilo Fernández-Areal; siendo su inauguración oficial el 18 de julio de 1971.
Fue uno de los cinco parques zoológicos de Galicia, junto con el parque Marcelle Natureza, el centro de interpretación de la avifauna (Lugo), el acuario de El Grove y el Aquarium Finisterrae.

## Especies
En el parque se exhibieron las siguientes especies de animales y plantas:

### Mamíferos

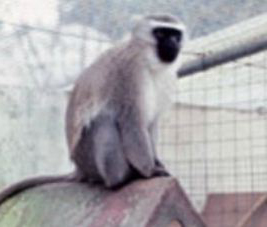
Vigozoo fue el último zoológico en que vivió el mono Paco.

El parque exhibe las siguientes especies de mamíferos: bisonte americano, castor europeo, cebra de Burchelli, chinchilla de Adelaida, ciervo del padre David, ciervo europeo, gálago de Senegal, gamo, jineta, guanaco, jabalí, kinkajou, león, lince europeo, llama, macaco de Gibraltar, muflón de Córcega, murciélago de la fruta, orix de cuernos de cimitarra, oso pardo, pantera negra, papión oliva, petauro del azúcar, tigre, pecarí, Canguro de Bennet.
Vigozoo fue el último hogar del mono Paco, un ejemplar de Chlorocebus sabaeus, trasladado desde la alameda de Redondela a Vigozoo por iniciativa de Antonio Nieto Figueroa, entonces concejal de Vigo. Debido a sus estereotipias adquiridas que incluían la masturbación compulsiva, se decidió incluir al animal en un grupo junto a cuatro hembras.

### Aves
Águila calzada (Aquila pennata), águila real (Aquila chrysaetos), aguilucho cenizo (Circus pygargus), aguilucho lagunero (Circus aeruginosus), ánade filipino (Anas luzonica), ánade friso (Anas strepera), ánade picopinto (Anas poecilorhyncha), ánade real, ánsar hindú, barnacla canadiense, barnacla cariblanca, barnacla nené, búho real, buitre leonado, cerceta aliazul, cerceta carretona, cernícalo vulgar, cigüeña, cisne, cisne negro, cotorra frentirroja, cuchara australiano, cuervo, culebrera europea, emú, gallina de Guinea, gallina de mos, ganso chino, ganso común, ganso del Nilo, ganso emperador, grulla coronada cuelligris, grulla damisela, halcón abejero europeo, loro gris de cola de vinagre, milano de los pantanos, ñandú común, pato colorado, pato criollo, pato de collar, pato joyuyo, pato mandarín, pavo real, porrón moñudo, silbón americano, silbón europeo, suirirí cariblanco, suirirí vientrenegro, tarro blanco, tarro canelo, tarro radjah, avestruz.

### Reptiles
Boa arborícola amazónica, camaleón del Yemen, cascabel de urucoa, cascabel diamante occidental sin escamas, cascabel mexicano, cascabel oriental, chlamydosaurus, cobra cleopatra, crótalo diamante, dragón barbudo, falsa coral, gecko bribón, gecko diurno de malgache, gecko leopardo, mamba verde, mamba verde de hallowell, mocasín cabeza de cobre, pitón reticulada tiger, serpiente arborícola verde, serpiente del maizal, serpiente ojos de gato, serpiente rey, tejú rojo, tortuga caimán, tortuga carbonera, tortuga de Florida, tortuga de las Antillas, tortuga de nelson, tortuga de orejas amarillas, tortuga falsa mapa, tortuga mapa del Mississipi, varano de la sabana.

### Anfibios
Ajolote, rana de Surinam, rana de uñas, sapo vientre de fuego.

### Insectos
Insecto corteza, insecto palo alado, insecto palo común, insecto palo del Perú, insecto palo gigante, milpiés negro africano.

### Arácnidos
Escorpión emperador (Pandinus imperator), migala de patas rojas (Brachypelma smithi), migala rubia (Grammostola sp.), tarántula cebra de Costa Rica (Aphonopelma seemanni), tarántula cornuda (Ceratogyrus marshalli), tarántula de Chile (Grammostola rosea), tarántula tigre asiática (Haplopelma sp.), tarántula voladora (Avicularia avicularia).

### Plantas
Se pueden encontrar cuarenta y dos especies de árboles y arbustos y plantas.
Árboles como abedules, pinos, varios tipos de acacias, de robles y de sauces, y varios tipos de árboles frutales, como la higuera, el cerezo silvestre o el manzano común.
Arbustos y herbáceas como el lino de Nueva Zelanda, la camelia común, la yuca filamentosa, el arraclán o la aucuba.

## Instalaciones y servicios

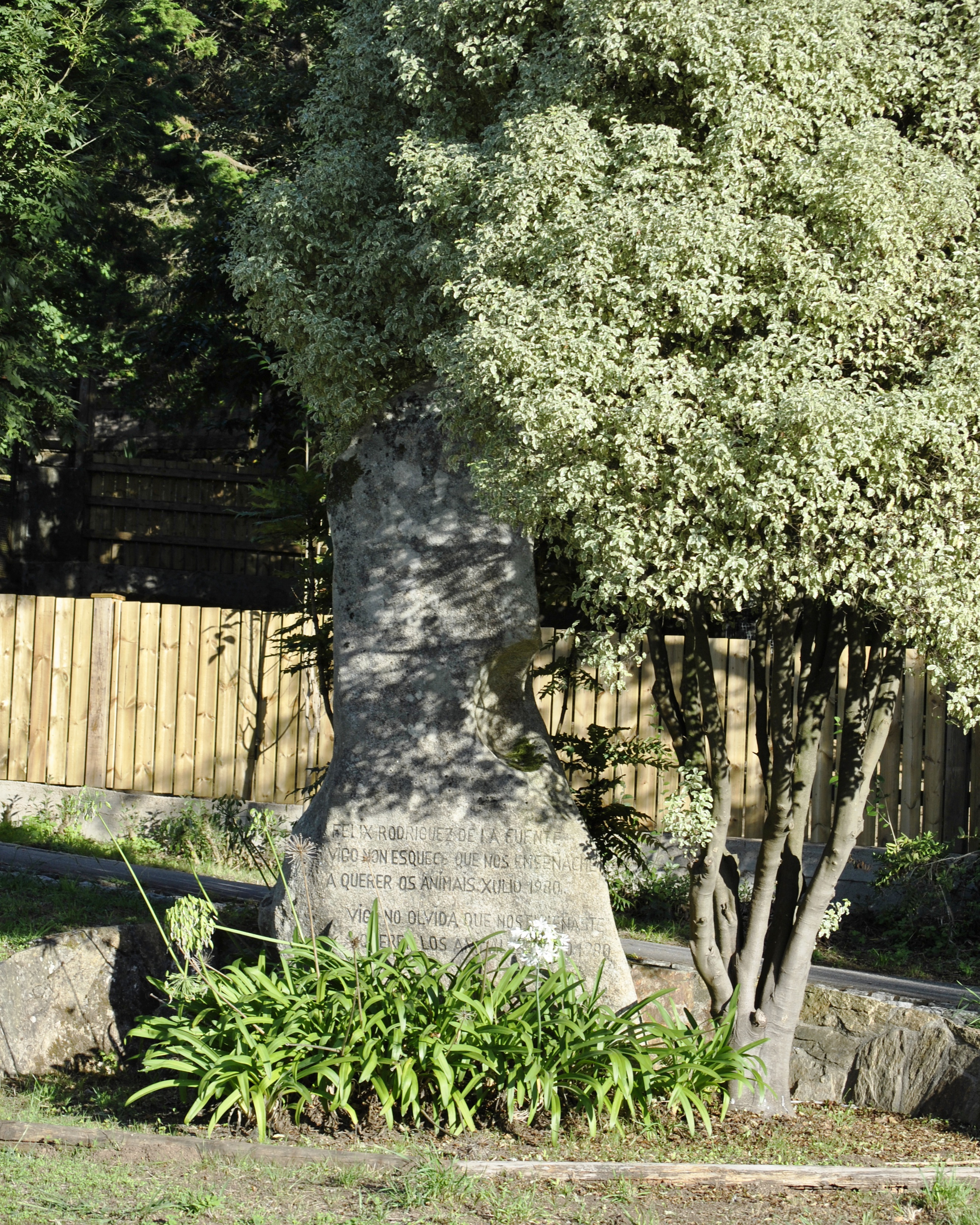
Monolito en memoria de Félix Rodríguez de la Fuente.

El parque cuenta con las siguientes instalaciones y servicios:
- Departamento de educación: organiza visitas guiadas, talleres, cumpleaños, campamentos, concursos, etc.[15]
- Exotarium: en él están los insectos, arácnidos, anfibios y reptiles. En la planta superior está el mariposario-aviario, en el que se encuentran aves exóticas durante todo el año y en primavera y verano también mariposas.
- Acuarios: en donde se pueden observar especies marinas como pulpos y diversas especies de  Caballitos de mar.[16]
- Planetario con capacidad para veinte personas.[17]
- Merendero cubierto con instalación solar didáctica.
- Parque infantil.
- Dentro del recinto hay un monolito en memoria a Félix Rodríguez de la Fuente.[18]

## Entorno
El antiguo zoo estaba situado junto al mirador de A Madroa, con vistas panorámicas sobre la ría de Vigo y el parque forestal O Vixiador, con más de 15 ha con una rica flora y fauna.
Cerca del parque zoológico también hay un campo megalítico con un gran número de túmulos. El más grande alcanza un diámetro de veinte m y una altura de 3,50 m.

## Críticas y resolución
En 2011, una denuncia cursada por Infozoos provocó la condena de la Comisión Europea a España por el incumplimiento de la ley de zoos. A partir de esta denuncia, se exigieron una serie de cambios en las infraestructuras y mejoras en el manejo de los animales y formación del personal.
La Consejería de Medio Rural de la Junta de Galicia detectó faltas en la situación de Vigozoo en 2010 y, tras comprobar que seguía incumpliendo la normativa de zoos en marzo de 2011, le otorgó un plazo de seis meses para presentar la licencia municipal de actividad como zoológico, la modificación del programa nutricional, un plan definitivo y detallado del programa de cría en cautividad del galápago europeo (Emys orbicularis) y una memoria de las actividades desarrolladas.
En febrero de 2013, el Tribunal Europeo de Justicia archivó el procedimiento infractor abierto contra cinco recintos de animales en Galicia y validó las obras de mejora realizadas en los últimos años en Vigozoo, en el acuario del Museo del Mar y en otros tres parques dependientes de la Consejería de Medio Ambiente.

## Galería

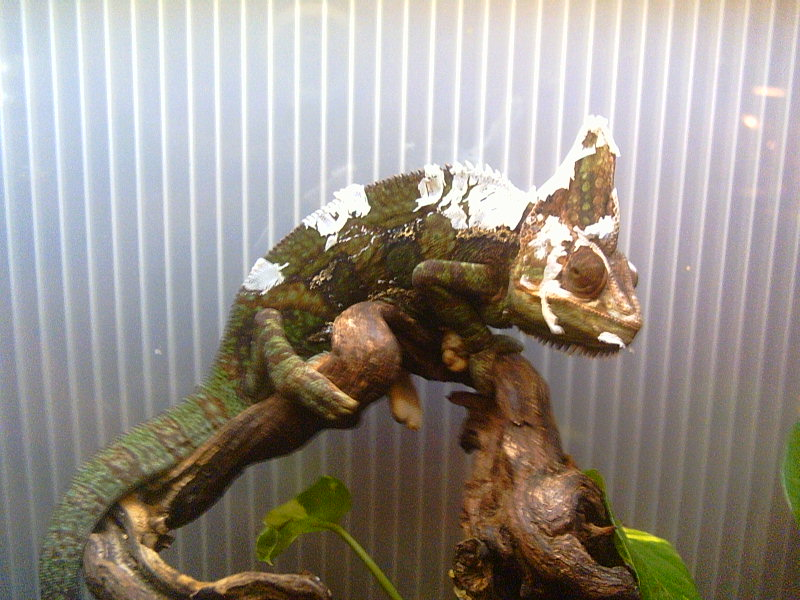
Camaleón
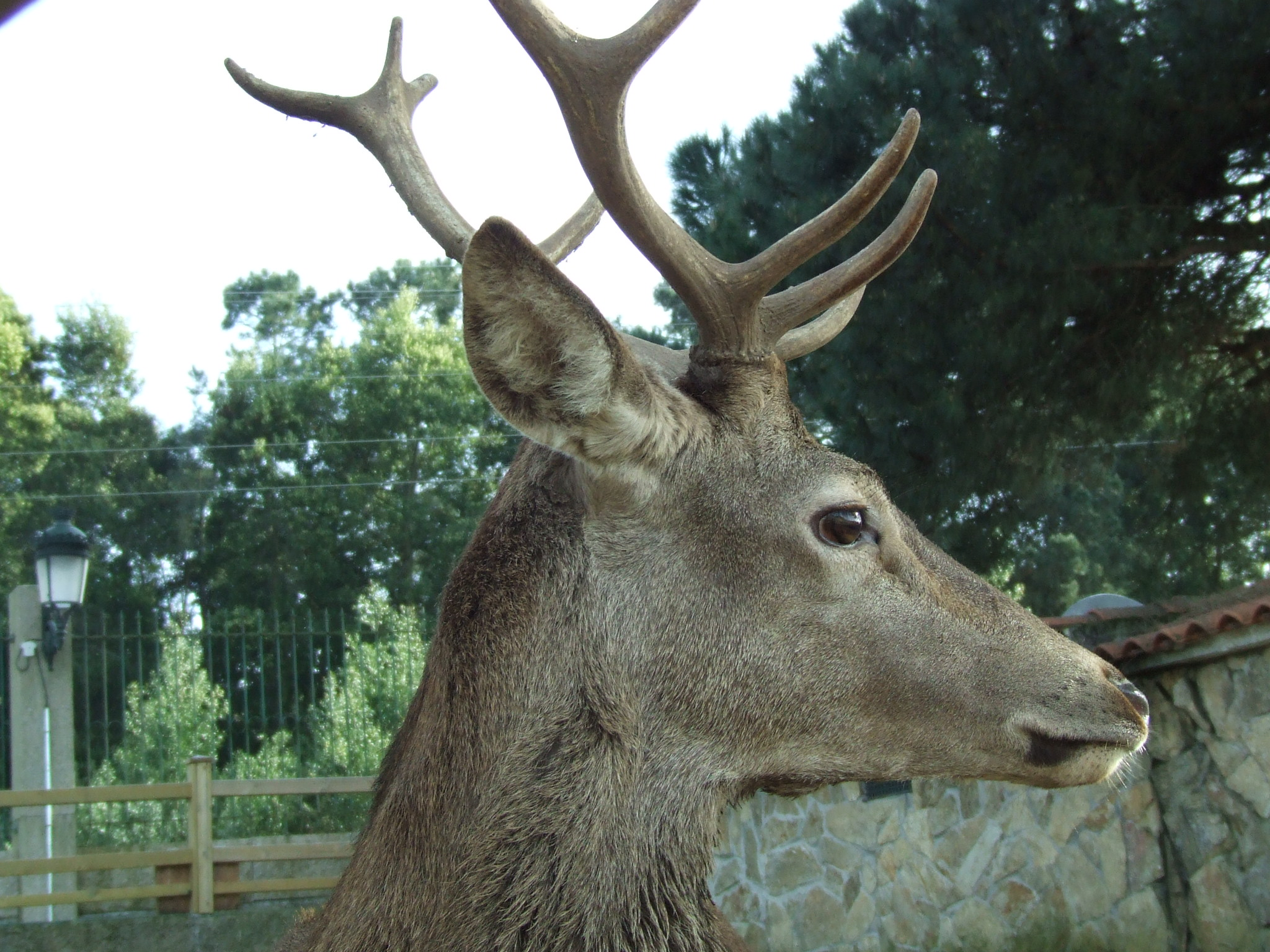
Ciervo
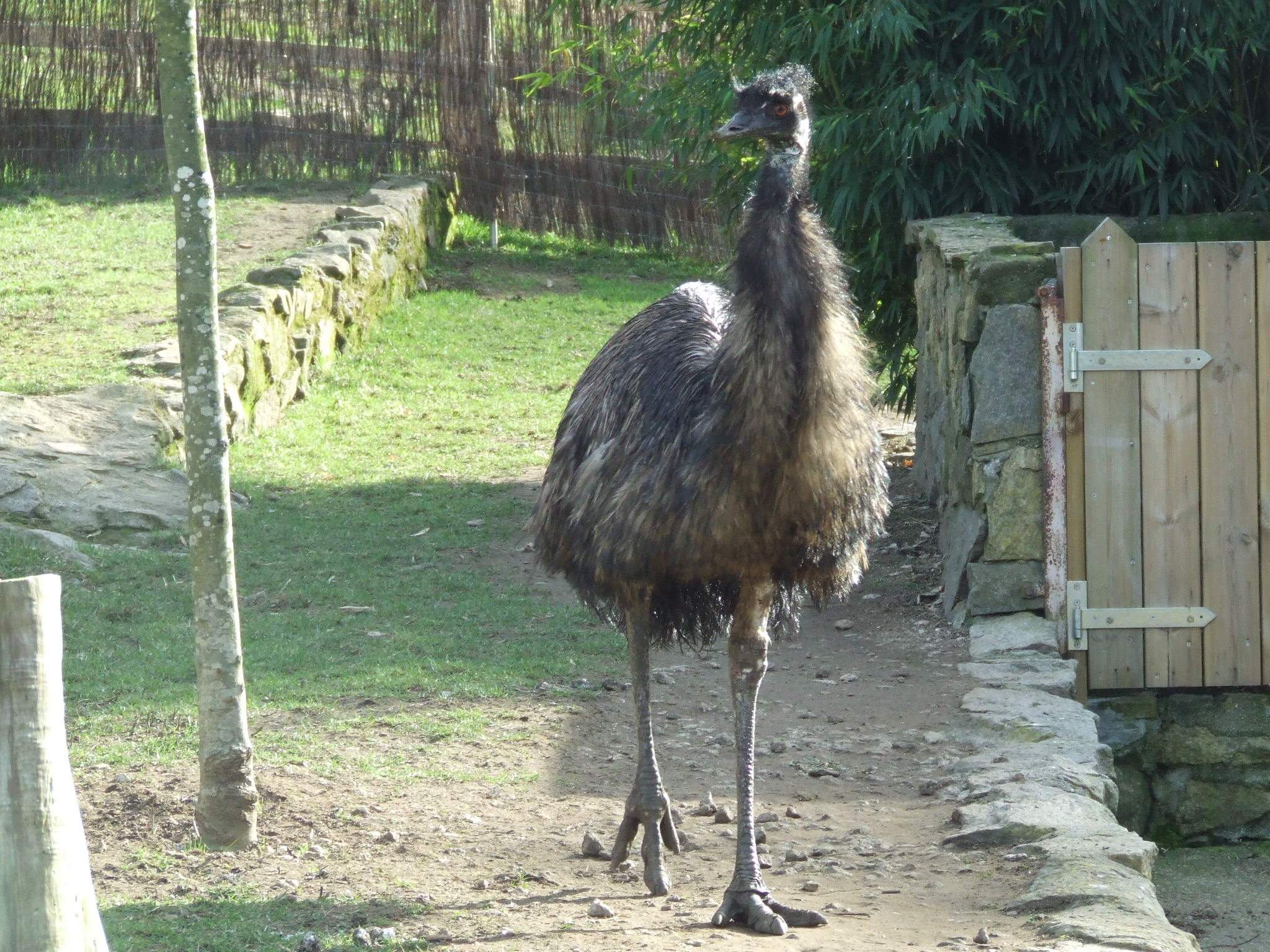
Emú
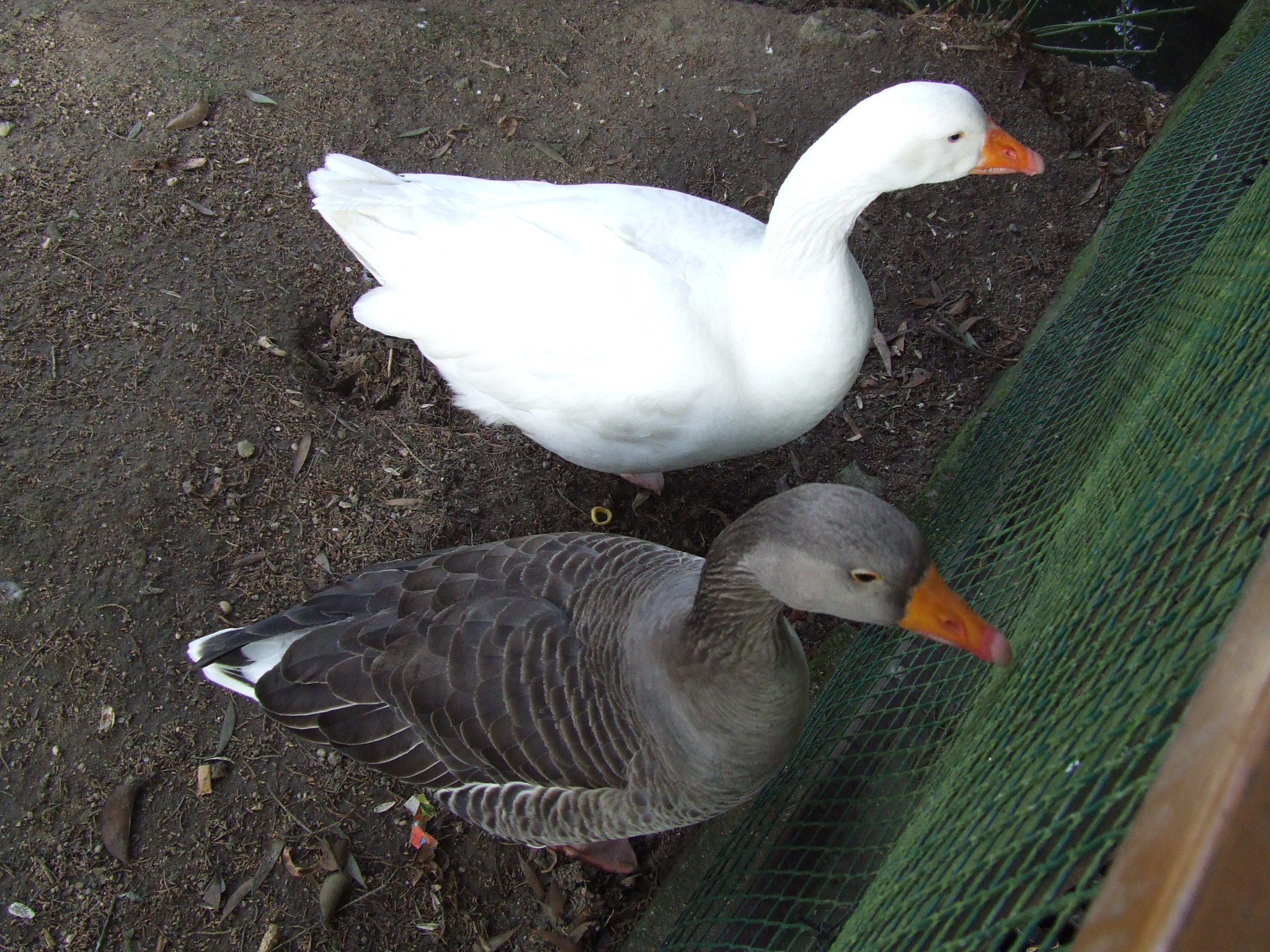
Ganso
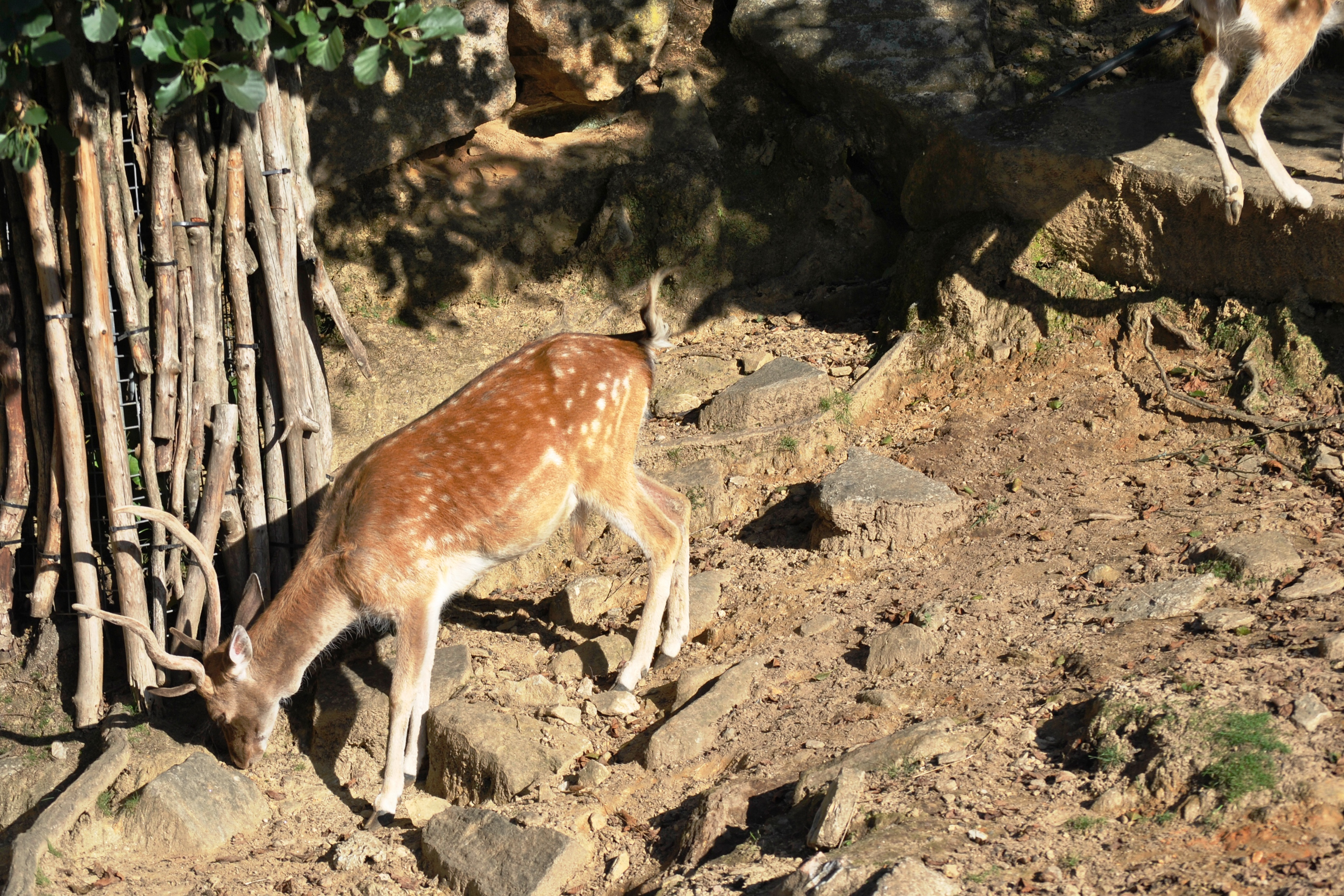
Gamo común
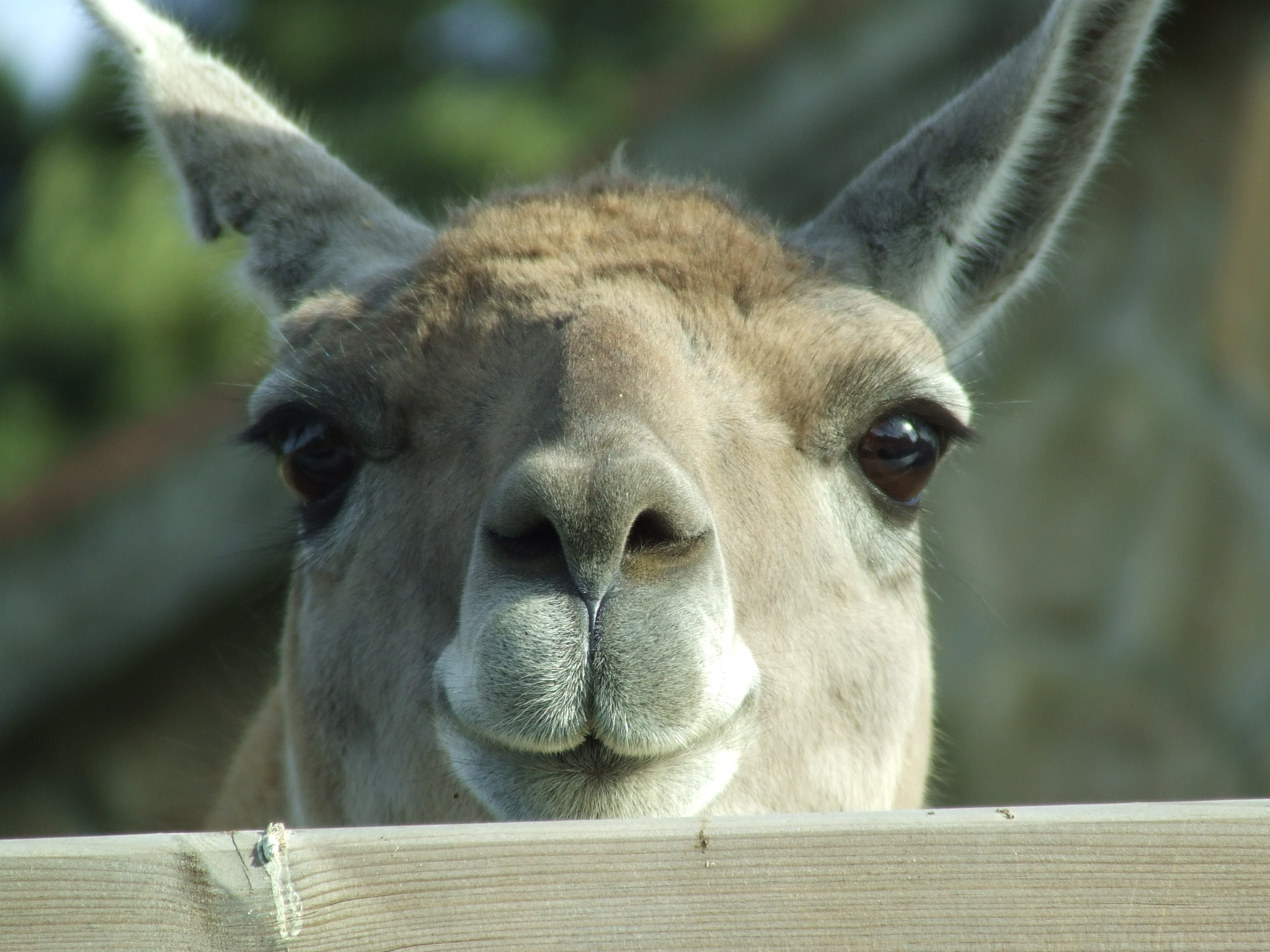
Guanaco
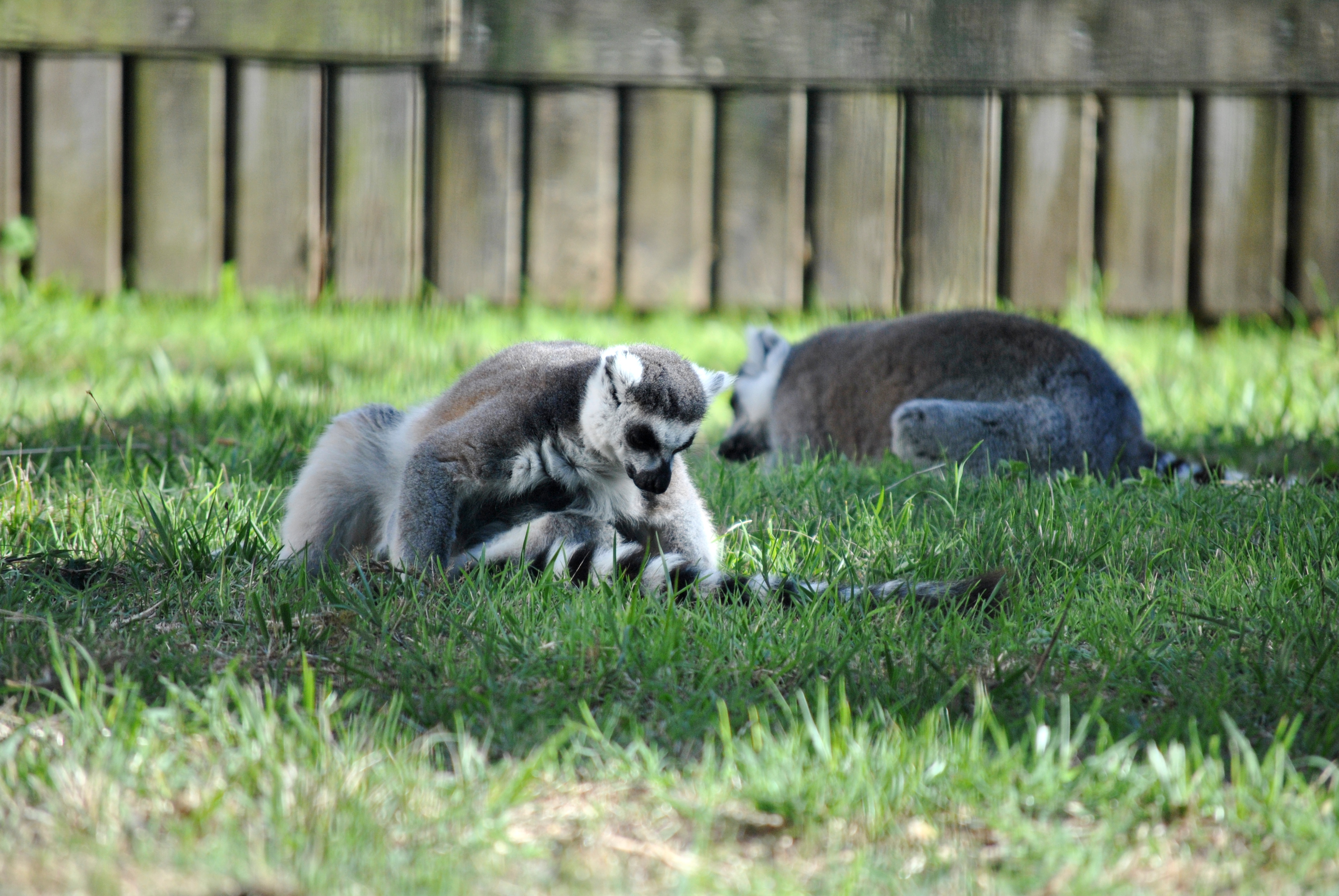
Lémur
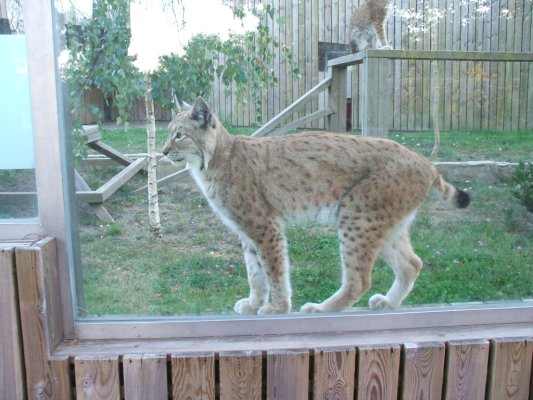
Lince
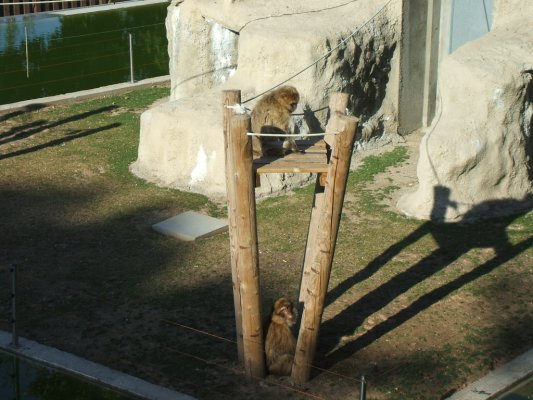
Macacos de Gibraltar
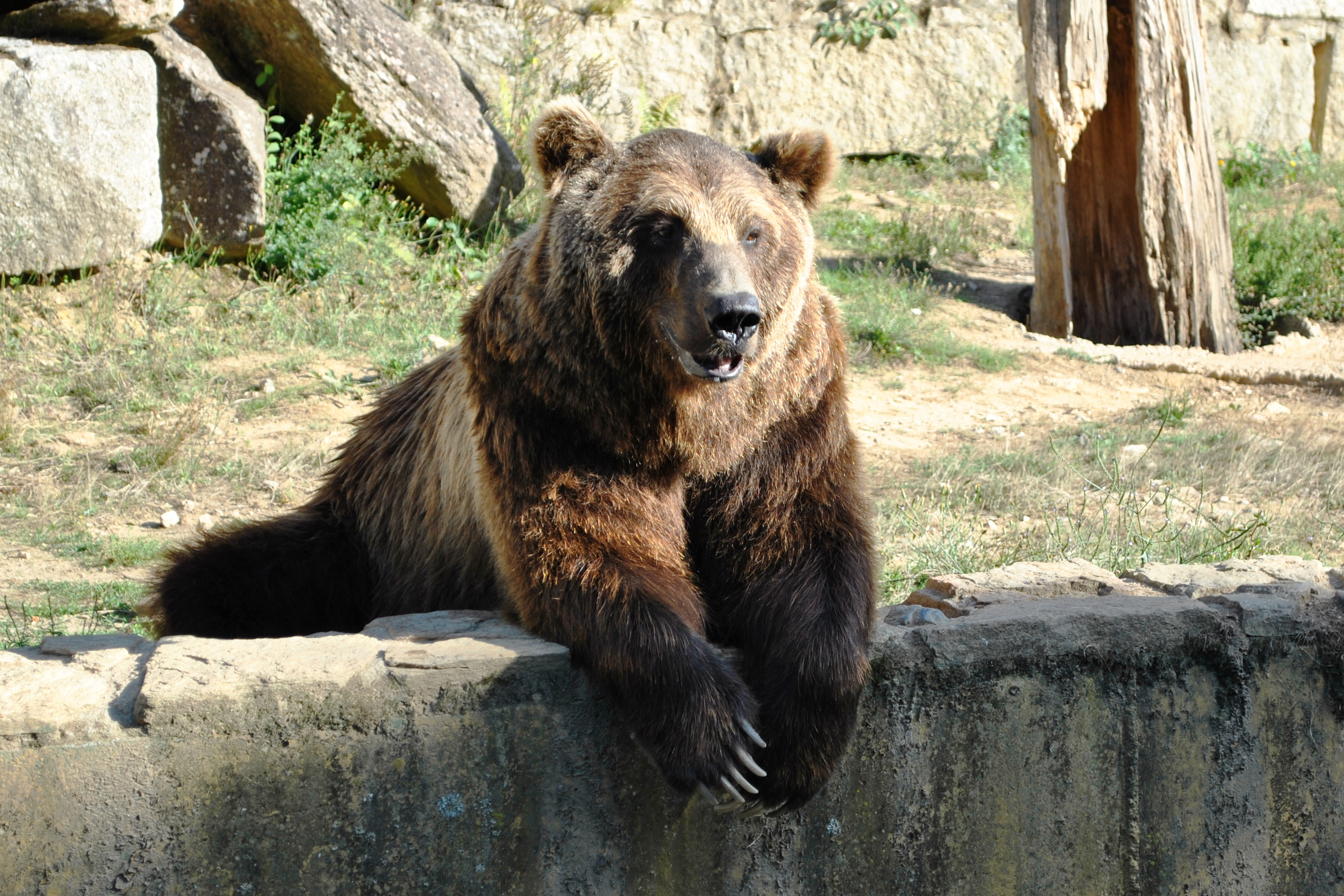
Oso Pardo
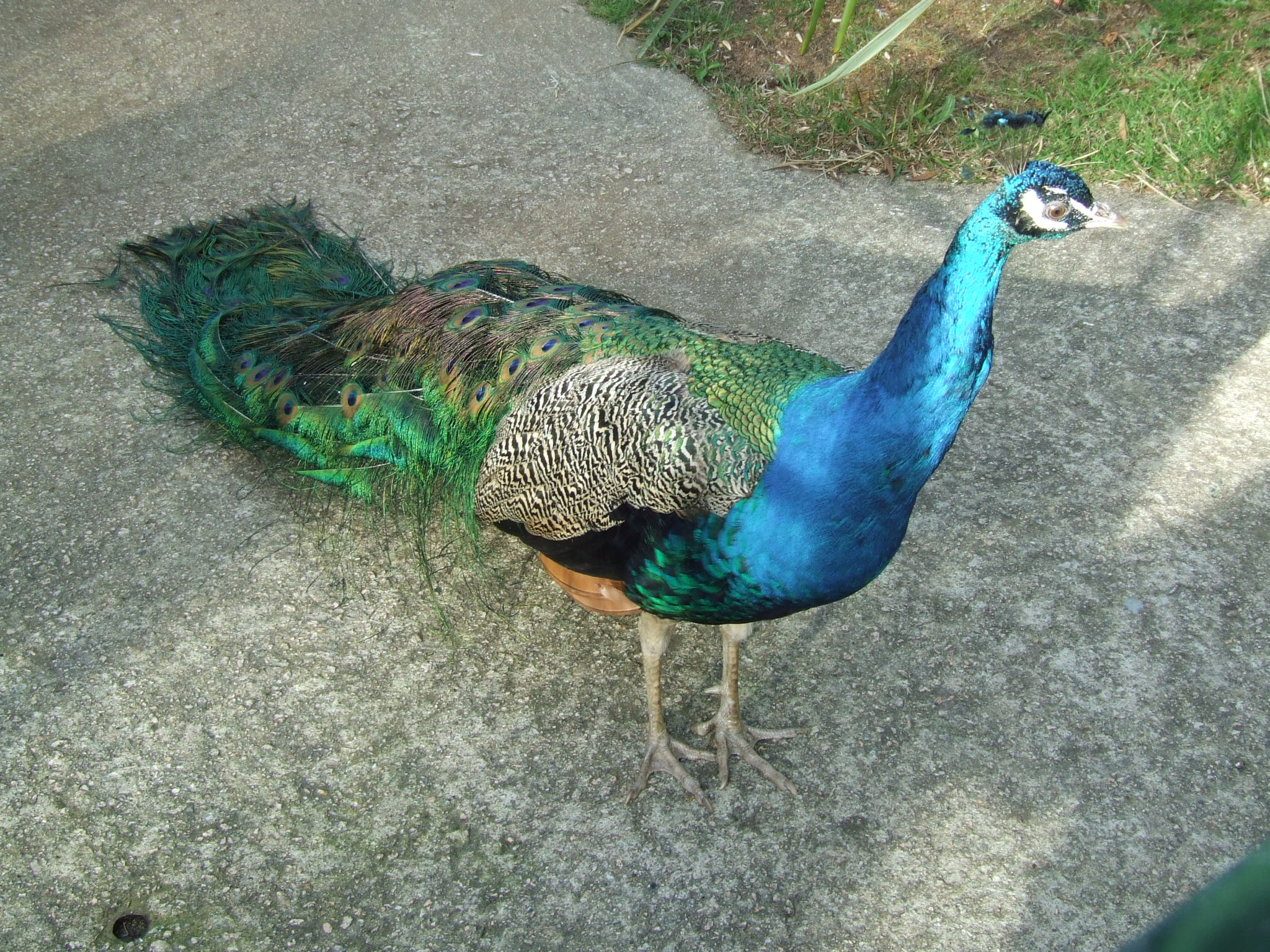
Pavo Real
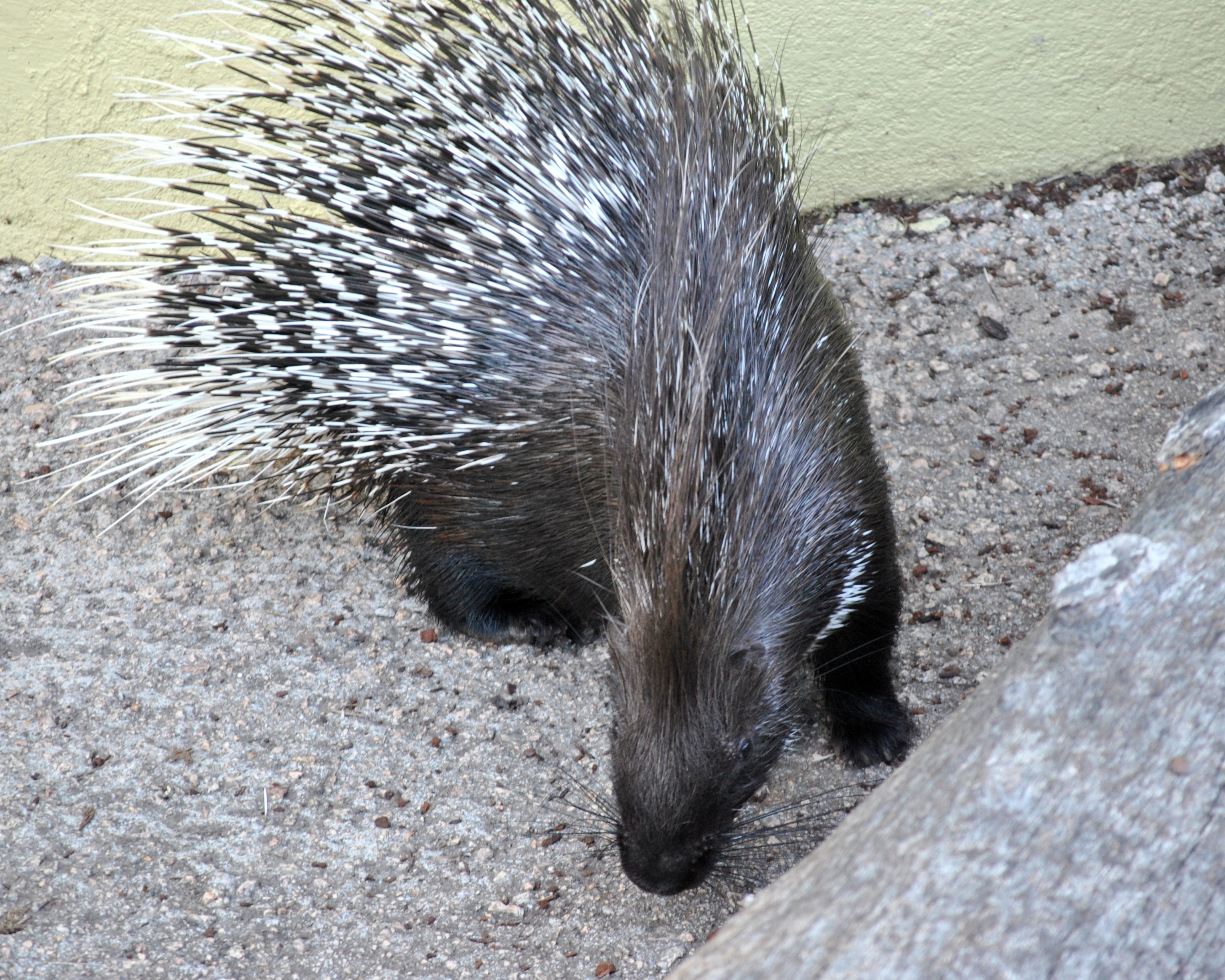
Puercoespín
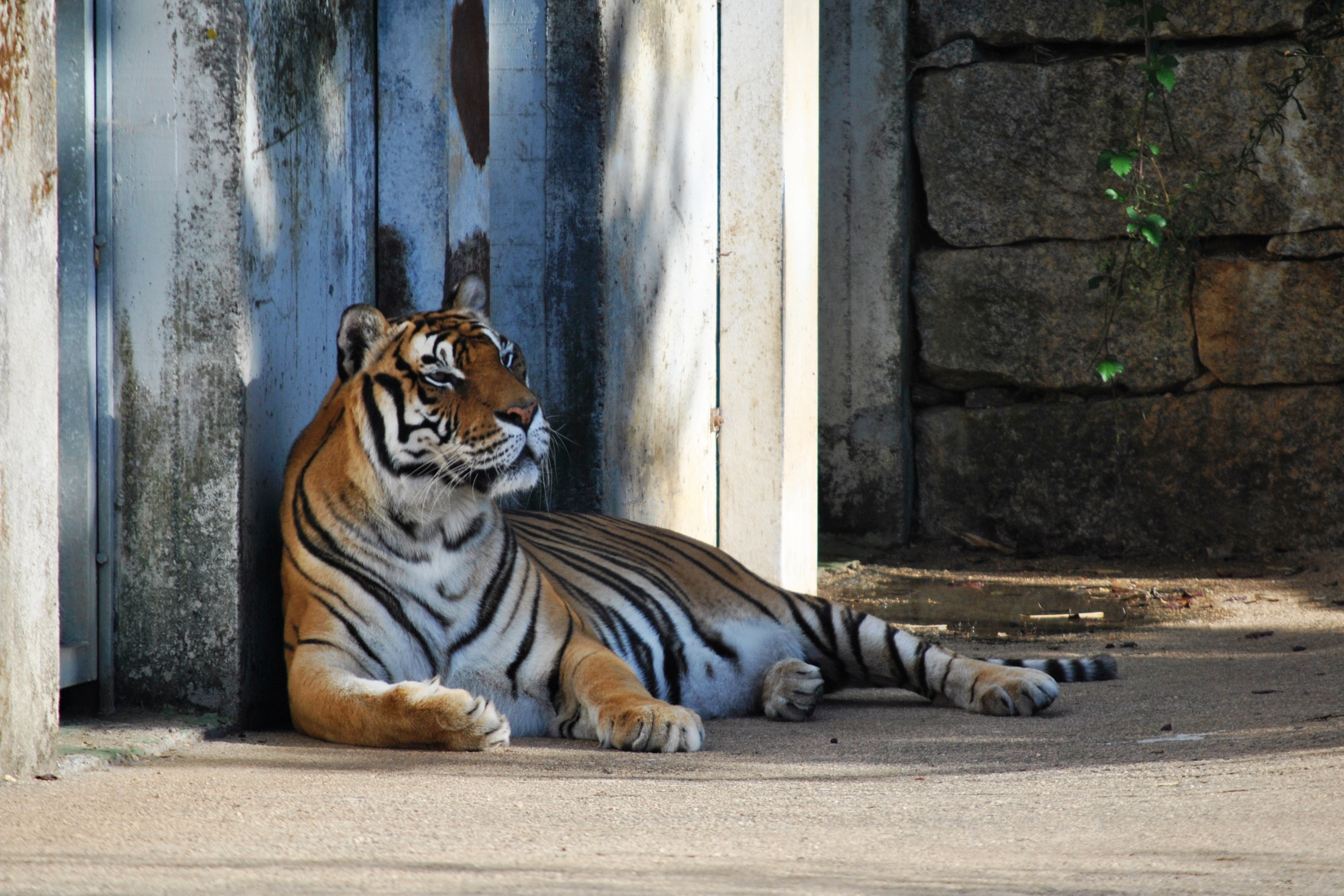
Tigre
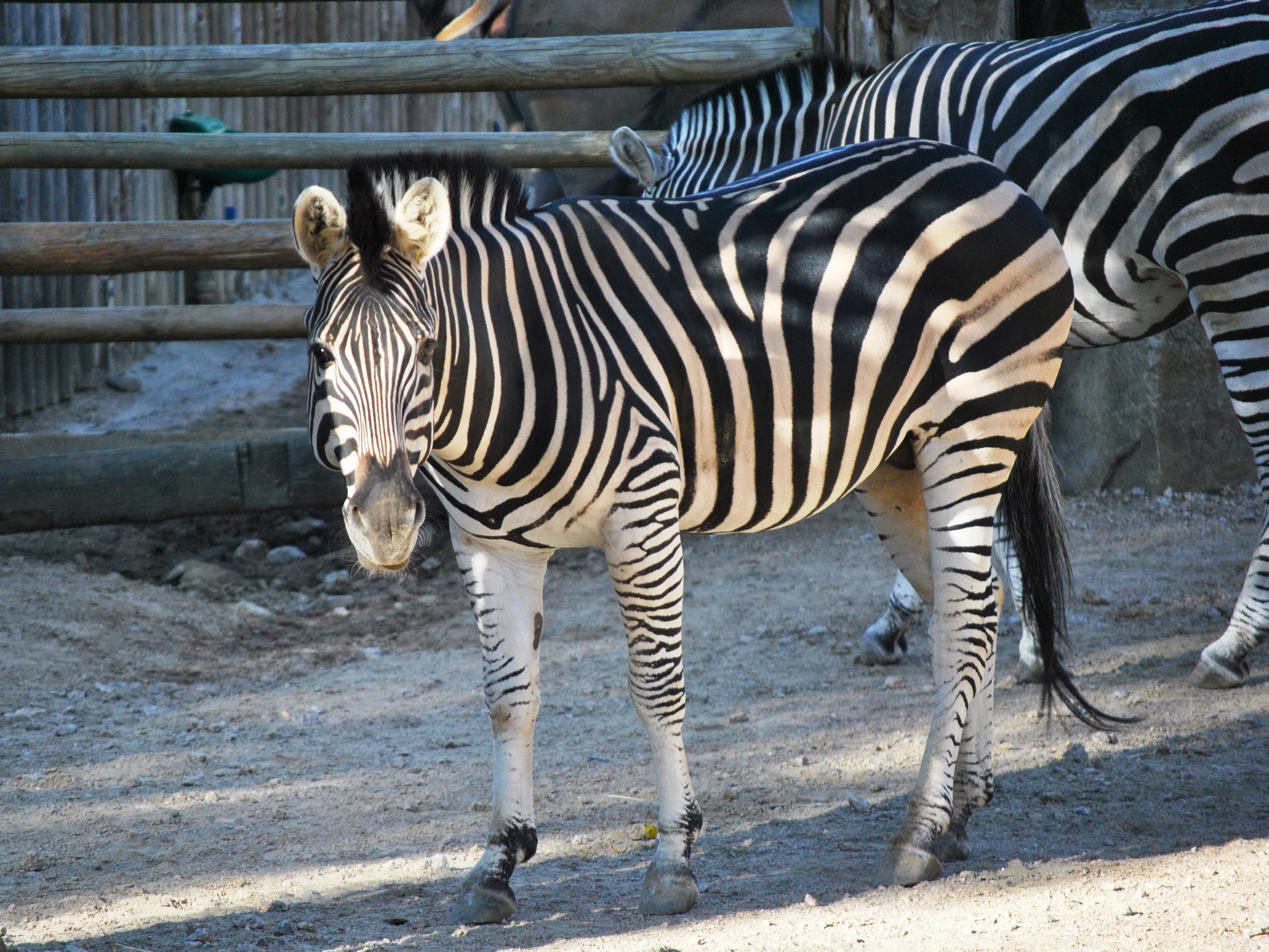
Zebra